# 孙友萼
孙友萼（1854年—1924年），字华楼，山東省沂州府郯城縣马头镇人，清朝官员、進士出身。
出生于书香门第，孙锡辂次子，兄长孫友蓮。同治十二年（1873年）癸酉科举人，援例为内阁中书兼国史馆方略馆职。光緒十八年（1892年），登進士。任江苏桃源县知县，历任邳州、安东、阳湖、元和、金坛、江阴、丹阳、无锡等地地方官。1904年，接替陈镐任华亭县知县一职，1905年由赵梦泰接任。后任江阴县知县。期间，与同为山东籍的常熟县知县毕培先出面干预苏州闾门外枣商会馆旧址的土地纠纷。辛亥革命后，解职回籍。1914年，郯城水灾期间，孙友萼积极救灾。后避居济南，年七十而逝世。